# Батечко, Иван Васильевич
Иван Васильевич Батечко (7 апреля 1926 — 21 сентября 1981, ошибочно 1982) — советский украинский живописец и график.

## Биография
Окончил семь классов школы. Был участником Великой Отечественной и советско-японской войны, ранен, имеет боевые награды, в частности орденом Славы III степени.
В 1950 году демобилизовался из армии, учился в Одесском художественном училище.
С 1960 года участвовал в городских, республиканских и всесоюзных выставках.
В 1962 году окончил Киевский художественный институт по классу А. Пащенко, преподавателями были И. Селиванов и Л. Чичкан; остался работать преподавателем.
Был членом Национального союза художников Украины с 1963 года.
В 1969 году начал работать в Государственном архитектурно-историческом заповеднике «Софийский музей».
В 1977 году в Киеве состоялась персональная выставка, в 2010 году его произведения экспонировались во время дней Украины в Лёррахе.
Мастер гравюры на дереве, тематика его произведений — образы старинной украинской архитектуры, экслибрис, лирический пейзаж, исторический портрет. Стилистика ксилографий основывается на органическом сочетании национальных традиций и лучших технических достижений украинских и зарубежных мастеров гравюры на дереве.
Его произведения хранятся, в частности, в Каменец-Подольской картинной галереи музея-заповедника, музее современного искусства Украины.
В честь Ивана Батечко названа улица в Броварах.

## Работы
Серии работ:
- «Дорогами Тараса» — 1961—1963,
- «Памятники Киева» — 1963,
- «Славянские первопечатники» — 1964,
- «Поэма о Киеве» — 1965,
- «По ленинским местам» — 1967

В коллекции Софийского музея:
- «Ворота Заборовского в древности»,
- «Грифон»
- «Заснеженная София»,
- «Мастера»,
- «Охранник ворот»,
- «Софийская бурса. Весна»,
- «Трапезная, или Теплая София в дождь»,
- «Ярослав Мудрый — основатель Софии Киевской».